# Alan Ashman
George Alan Ashman (Rotherham, 30 maggio 1928 – Walsall, 30 novembre 2002) è stato un allenatore di calcio e calciatore inglese, di ruolo attaccante.

## Carriera

### Giocatore
Dal 1951 al 1957 ha giocato con il Carlisle Utd, con cui ha totalizzato complessivamente 98 gol in 214 presenze nella terza divisione inglese.

### Allenatore
Dal 1963 al 1967 allena il Carlisle United, con cui nella stagione 1963-1964 ottiene un secondo posto in classifica in Fourth Division, con conseguente promozione in Third Division, campionato che vince nella stagione 1964-1965; dal 1965 al 1967 allena quindi nella seconda divisione inglese, nella quale ottiene anche un terzo posto in classifica (sfiorando quindi la promozione in prima divisione) nella Second Division 1966-1967.
Nell'estate del 1967 si trasferisce al West Bromwich, club di prima divisione, con cui nel suo primo anno da allenatore ottiene un ottavo posto in classifica in campionato e vince la FA Cup, perdendo invece in finale la Coppa di Lega inglese. Nella stagione seguente, oltre a giocare (e perdere) il Charity Shield, il West Bromwich arriva decimo in classifica in campionato e partecipa alla Coppa delle Coppe, nella quale elimina i belgi del Club Bruges ed i rumeni della Dinamo Bucarest prima di essere a sua volta eliminato dagli scozzesi del Dunfermline nei quarti di finale della competizione; nei due anni seguenti, il West Bromwich ottiene altrettanti sedicesimi posti in classifica, raggiungendo inoltre una seconda finale di Coppa di Lega (nuovamente persa) nella stagione 1969-1970.
Al termine della stagione 1970-1971 Ashman viene esonerato dal club, accasandosi per la stagione 1971-1972 ai greci dell'Olympiacos, con i quali conquista un secondo posto nel campionato greco e partecipa alla Coppa delle Coppe, nella quale la sua squadra viene eliminata nei sedicesimi di finale con un complessivo 3-2 dai sovietici della Dinamo Mosca. Dopo un solo anno Ashman lascia la Grecia per tornare in patria, e dal 1972 all'ottobre del 1975 siede nuovamente sulla panchina del Carlisle United, con cui partecipa alla Coppa Anglo-Italiana 1972 (unica competizione internazionale mai disputata dal club nella sua storia) e, dopo due stagioni in seconda divisione (la seconda delle quali terminata con un terzo posto in classifica e, quindi, con la promozione), nella First Division 1974-1975 allena in prima divisione, nell'unica stagione mai disputata dal club nella prima divisione inglese. La stagione, nella quale il club ottiene una qualificazione ai quarti di finale di FA Cup (suo miglior risultato di sempre nella storia di questa competizione), si conclude però con un ultimo posto in classifica, ed Ashman il 31 ottobre 1975, dopo alcune partite della Second Division 1975-1976, viene esonerato.
Dal 1975 al 1977 allena in Fourth Division (quarta divisione inglese) al Workington, lasciando il club dopo la retrocessione della stagione 1976-1977, mentre nel 1978 allena per alcuni mesi (dal 31 agosto al 17 dicembre) il Walsall, da cui viene esonerato dopo aver ottenuto 6 vittorie, 6 pareggi e 7 sconfitte nel campionato di Third Division.

## Palmarès

### Allenatore

#### Competizioni nazionali
- Coppa d'Inghilterra: 1

West Bromwich: 1967-1968
- Third Division: 1

Carlisle United: 1964-1965